# Отбивки
„Отбивки“ (на английски: Sideways) е американски трагикомичен филм от 2004 г. на режисьора Александър Пейн. Сценарият, написан от Пейн и Джим Тейлър, е базиран на едноименния роман на Рекс Пикет.

## Актьорски състав
| Актьор            | Роля          |
| ----------------- | ------------- |
| Пол Джиамати      | Майлс Реймънд |
| Томас Хейдън Чърч | Джак Коул     |
| Вирджиния Медсън  | Мая Рандал    |
| Сандра О          | Стефани       |
| Мерилуиз Бърк     | Филис Реймънд |
| Джесика Хект      | Виктория      |

## Награди и номинации
| Категория                                                 | Номиниран(и)                         | Резултат                    |
| Оскар (27 февруари 2005 г.)                               | Оскар (27 февруари 2005 г.)          | Оскар (27 февруари 2005 г.) |
| --------------------------------------------------------- | ------------------------------------ | --------------------------- |
| Най-добър адаптиран сценарий                              | Александър Пейн и Джим Тейлър        | награда                     |
| Най-добър филм                                            | Най-добър филм                       | номинация                   |
| Най-добър режисьор                                        | Александър Пейн                      | номинация                   |
| Най-добра поддържаща мъжка роля                           | Томас Хейдън Чърч                    | номинация                   |
| Най-добра поддържаща женска роля                          | Вирджиния Медсън                     | номинация                   |
| Награда на БАФТА (12 февруари 2005 г.)                    |                                      |                             |
| Най-добър адаптиран сценарий                              | Александър Пейн и Джим Тейлър        | награда                     |
| Златен глобус (16 януари 2005 г.)                         |                                      |                             |
| Най-добър филм – мюзикъл или комедия                      | Най-добър филм – мюзикъл или комедия | награда                     |
| Най-добър сценарий                                        | Александър Пейн и Джим Тейлър        | награда                     |
| Най-добър режисьор                                        | Александър Пейн                      | номинация                   |
| Най-добра филмова музика                                  | Ролф Кент                            | номинация                   |
| Най-добър актьор в мюзикъл или комедия                    | Пол Джиамати                         | номинация                   |
| Най-добър актьор в поддържаща роля                        | Томас Хейдън Чърч                    | номинация                   |
| Най-добра актриса в поддържаща роля                       | Вирджиния Медсън                     | номинация                   |
| Сателит (23 януари 2005 г.)                               |                                      |                             |
| Най-добър филм – мюзикъл или комедия                      | Най-добър филм – мюзикъл или комедия | награда                     |
| Най-добър актьорски състав                                | Най-добър актьорски състав           | награда                     |
| Най-добър актьор в поддържаща роля в мюзикъл или комедия  | Томас Хейдън Чърч                    | награда                     |
| Най-добър режисьор                                        | Александър Пейн                      | номинация                   |
| Най-добър адаптиран сценарий                              | Александър Пейн и Джим Тейлър        | номинация                   |
| Най-добър актьор в мюзикъл или комедия                    | Пол Джиамати                         | номинация                   |
| Най-добра актриса в поддържаща роля в мюзикъл или комедия | Вирджиния Медсън                     | номинация                   |